# Сугоняев, Евгений Семёнович
Евгений Семёнович Сугоняев (30 апреля 1931— 4 февраля 2014) — российский энтомолог, член Президиума Всероссийского энтомологического общества, сотрудник отделения перепончатокрылых Зоологического института, крупнейший специалист по паразитическим перепончатокрылым (Hymenoptera), хальцидоидным наездникам (Chalcidoidea) сем. Encyrtidae, теоретик биологического метода защиты растений, доктор биологических наук, профессор.

## Биография
- Окончил в 1954 году Ленинградский сельскохозяйственный институт (ЛСХИ)[2]
- 1955—1958 — ассистент кафедры общей энтомологии ЛСХИ[3], аспирант Г. Я. Бей-Биенко[4]
- 1958 — начало работы в Зоологическом институте РАН[3]
- 1962 — защита кандидатской диссертации «Фауна хальцид — паразитов червецов и щитовок Ленинградской области, их био- логия и полезная роль»[1]
- 1974—1984 — работа в Зоологическом институте РАН старшим, затем  главным научным сотрудником в лаборатории экспериментальной энтомологии и теоретических основ биометода[3]
- 1979 — защита докторской диссертации «Хальциды (Hymenoptera, Chalcidoidea) — паразиты ложнощитовок (Homoptera, Coccoidea) фауны СССР (комплексное исследование хозяи- но-паразитных отношений)»[1]
- 1984—2014 — главный научный сотрудник в Зоологическом институте РАН[3]
- 1992 — звание профессора[1]
- 1994—1997 — заведующий лаборатории биотехнологии Российско-Вьетнамского Тропического центра РАН в Ханое[1]
- 1996—1998 — заведующий кафедры биологической защиты растений Санкт-Петербургского аграрного университета, профессор, читал курс общей энтомологии[3][4].

Открыл и описал более 100 новых для науки видов. В честь Е. С. Сугоняева было названо более 60 новых видов насекомых, в том числе Anagyrus sugonjaevi, Asiaheterospilus eugenii, Ormyrus sugonjaevi, Halycaea sugonjaevi, Psyllaephagus eugenii и другие.

## Основные труды
Автор около 200 научных публикаций и книг. Подготовил 12 кандидатов наук, был официальным консультантом двух докторских диссертаций. На XIX Международном энтомологическом конгрессе (1992, Пекин, Китай) возглавлял секцию биологического контроля.

### Книги
- Хальциды (Hymenoptera, Chalcidoidea) — паразиты ложнощитовок (Homoptera, Coccoidea) фауны СССР : комплексное исследование хозяино-паразитных систем у насекомых / Е. С. Сугоняев; ред. В. А. Тряпицын. — Л. : Наука. Ленинград. отд-ние, 1984. — 233 с. : ил., табл., карты . — (Труды Зоологического института АН СССР / Акад. наук СССР. Зоол. ин-т; т. 117).
- Введение в управление популяциями насекомых-вредителей риса во Вьетнаме / Е. С. Сугоняев, А. Л. Монастырский; Рос.-Вьетнам. троп. центр. — Ханой : [б. и.], 1997. — 291 с.
- Адаптации хальцидоидных наездников (Hymenoptera, Chalcidoidea) к паразитированию на ложнощитовках (Hemiptera, Sternorrhyncha, Coccidae) в условиях различных широт / Е. С. Сугоняев, Н. Д. Войнович; ; гл. ред. А. Ф. Алимов [Рос. акад. наук, Зоол. ин-т]. — Москва : КМК, 2006. — 263 с. : ил. ; 24 см. — Библиогр.: с. 244—255. — 500 экз. — ISBN 5-87317-290-0
- Путешествия за насекомыми (Insecta) ex autopsia / Е. С. Сугоняев ; Рус. энтомол. о-во. — СПб. : [б. и.], 2011 (2012). — 295 с. : ил., цв.ил., карты, портр. — Библиогр.: с. 288—293. — ISBN 978-593717-047-7.
- Экологический метод защиты яблоневого сада от вредных членистоногих на Юге России = The ecological pest and its enemy management program of apple-tree orchard protection in the South Russia : методическое руководство / Е. С. Сугоняев, Т. Н. Дорошенко, В. А. Яковук [и др.]; под ред. С. А. Белокобыльского ; Зоол. ин-т РАН [и др.]. — Санкт-Петербург : ЗИН, 2013. — 59 с. : ил. ; 21 см. — Библиогр.: с. 38-40. — 500 экз. — ISBN 978-5-98092-044-9

### Некоторые статьи
- О некоторых хальцидах — паразитах кокцид в Ленинградской области (Hymenoptera, Chalcidoidea) / Е. С. Сугоняев // Энтомологическое обозрение. — 1958. — Т. 37, вып. 2. — С.308-318
- К познанию родов группы Aphycus Мауr (Hymenoptera, Chalcidoidea) европейской части СССР / E. С. Сугоняев // Энтомологическое обозрение. — 1960. — Т. 39, вып. 2. — С.364-383
- Палеарктические виды рода Blastothrix Mayr (Hymenoptera, Chalcidoidea), их биология и полезная роль. Ч. 1 / Е. С. Сугоняев // Энтомологическое обозрение. — 1964. — Т. 43, вып. 2. — С.368-390
- Новое подсемейство хальцид Mongolocampinae Sugonjaev, subfam.n. (Hymenoptera, Chalcidoidea, Tetracampidae) из Монголии и Казахстана. / Е. С. Сугоняев // Энтомологическое обозрение. — 1971. 50(3):664-675. (English translation: Entomological Review, Washington 50(3):377-383).
- Cotton pest management: part 5. A Commonwealth of Independent States perspective. / Sugonyaev E. S. // Annual Review of Entomology, 1994, 39: 579—592.
- О природе паразитизма у стебельчатобрюхих перепончатокрылых-наездников (Hymenoptera, Apocrita). / Е. С. Сугоняев // Биологическая защита растений — основа стабилизации агроэкосистем. Вып.1. Краснодар. 2004 — С.9-22.
- Очерк стратегий паразитирования хальцидоидных наездников (Hymenoptera, Chalcidoidea). / Е. С. Сугоняев // Вестник защиты растений. 2004 — 2. С.25-29.
- Стратегии паразитирования наездников (Hymenoptera, Apocrita). / Е. С. Сугоняев // 2006 — Зоологический журнал. 85 (7): 830—841.
- Хальцидоидные наездники (Hymenoptera, Chalcidoidea) — паразиты кокцид (Homoptera, Coccidae) во Вьетнаме. Х. Новый необычный вид рода Coccophagus Westwood (Aphelinidae). / Е. С. Сугоняев // 2006 — Энтомологическое обозрение. 85 (3): 676—679.
- Хальцидоидные наездники (Hymenoptera, Chalcidoidea) паразиты кокцид (Homoptera, Coccoidea) во Вьетнаме. 12. Новый род и новый вид Neoanabrolepis valentinae gen. et sp. n. (Hymenoptera, Encyrtidae) / Е. С. Сугоняев // Энтомологическое обозрение. — 2012. — Т. 91, вып. 4. — С.846-849

## Награды
3 бронзовые и 3 серебряные медали ВДНХ, имел и другие правительственные награды.
- Медаль «За трудовое отличие»[1]
- «Медаль Дружбы» (Вьетнам, 2000)[1]